# Robert (cràter)
|  | No s'ha de confondre amb Roberts (cràter) o Robertson (cràter). |

Robert és un petit cràter d'impacte de la Lluna situat a la part sud-est de la Mare Serenitatis. Està situat a nord-est del petita cràter Dawes i a l'oest dels Montes Taurus.

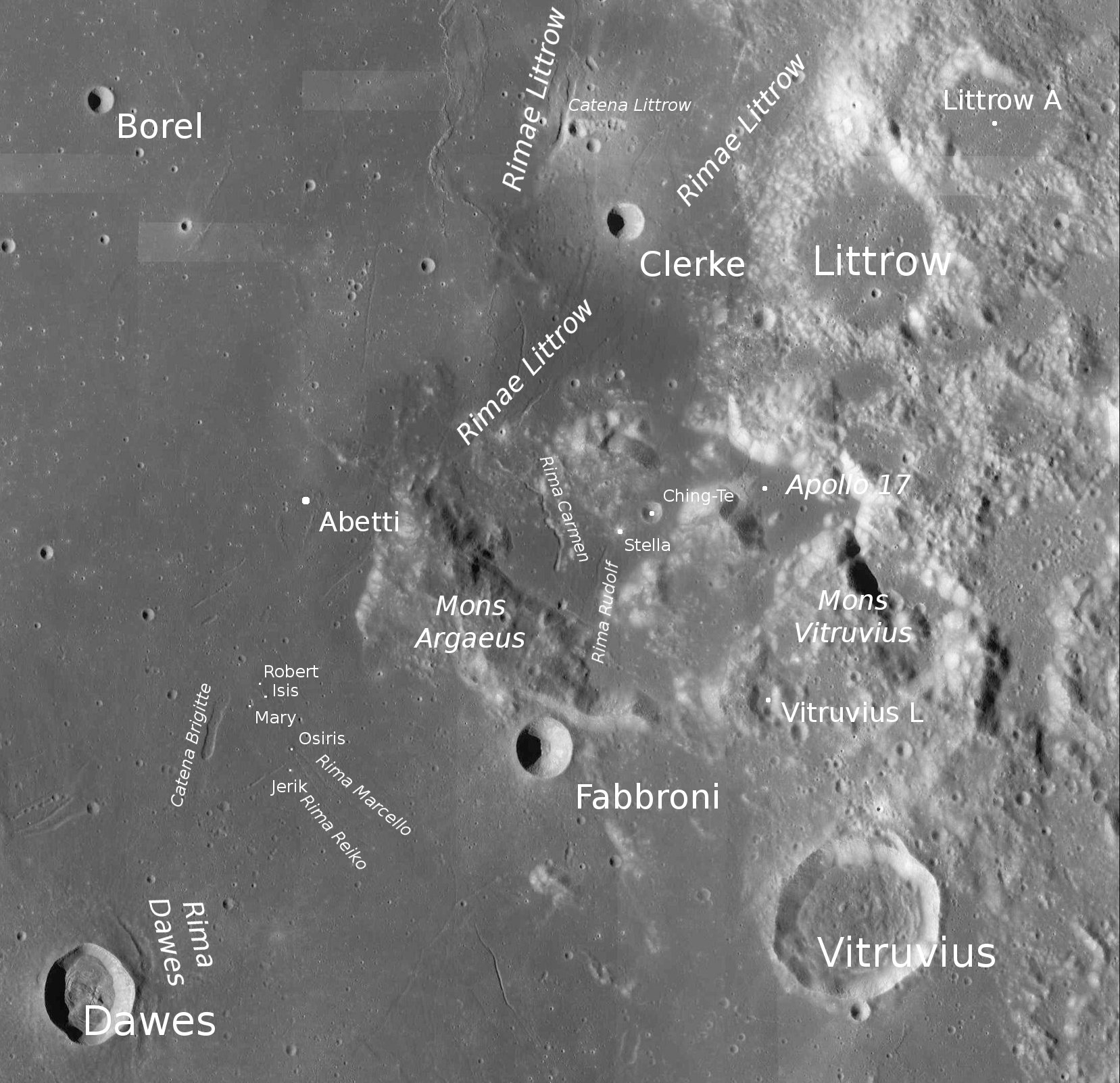
Localització de Robert (quadrangle inferior esquerra de la imatge)
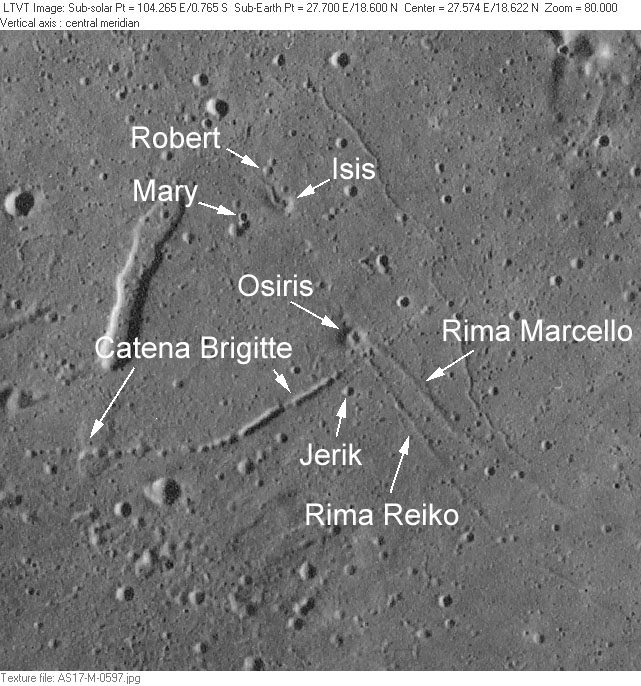
Rodalies de Robert
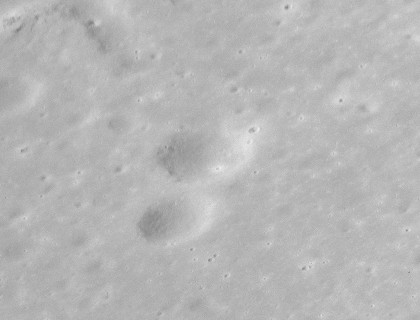
Fotografia de la missió Apollo 15

A l'est-nord-est d'aquesta posició es troba el lloc d'allunatge de la missió Apollo 17, a la vall Taurus-Littrow.
El nom procedeix d'una designació originalment no oficial, continguda en la pàgina 42C3 / S21 de la sèrie de plànols del Lunar Topophotomap de la NASA, que va ser adoptada per la UAI el 1.976, igual que les denominacions dels cràters propers Mary, Osiris, Isis i Jerik.